# حمله اعراب به خوزستان
حمله مسلمانان به خوزستان در سال ۶۳۷ تا ۶۴۲ میلادی رخ داد. طی این حملات خوزستان سقوط کرد و به دست خلفای راشدین افتاد. براساس گزارش‌های منابع تاریخی، فتح خوزستان پس از نبرد جلولا رخ داد. جنگ‌های اهواز، حمله به فارس و فتح رامهرمز، شوش و نبرد شوشتر مهم‌ترین جنگ‌های این منطقه هستند که در سال هفدهم ق (۶۳۸ م) میان ایرانیان و اعراب مسلمان رخ داده است. به گزارش سیف، هرمزان فرمانده اصلی سپاه ایرانیان در دفاع از خوزستان بود که بسیار کوشید تا جلوی پیشروی اعراب را بگیرد؛ اما در این پیکارها از آنان شکست خورد و سرانجام بعد از درگیری‌های فراوان، خوزستان در سال ۶۴۲ م به دست اعراب افتاد.

## پیشینه
اعراب مسلمان در طول دو سده نخست پس از ظهور اسلام توانستند سرزمین‌های وسیعی از اسپانیا و شمال آفریقا تا مرزهای چین و هند را به قلمروی خود بیفزایند و بخش‌های عراق و فلات ایران جزو اولین مناطقی بودند که فتح شدند. خالد بن ولید از اولین فرماندهانی بود که به منطقه غنی میانرودان حمله کرد و این منطقه که در آن زمان متعلق به حکومت ساسانی بود؛ در طی چند جنگ میان ایرانیان و متحدان عرب به دست اعراب افتاد. در طی یکی دو سال بعد حملات مسلمانان شدت گرفت و سرانجام در سال ۶۳۶ میلادی، سعد بن ابی‌وقاص در نبرد قادسیه ایرانیان را شکست داد و پایتخت آنان تیسفون اشغال شد. یزدگرد سوم پادشاه ایران که وادار به ترک پایتخت شده بود؛ به داخل ایران گریخت. پس از فتح عراق، مسلمانان زمام امور را به‌دست گرفتند و ولایات ایران را یکی پس از دیگری و در نهایت تمام امپراتوری ساسانی و حتی مناطق دورتری از مناطق تحت نفوذ ساسانیان (تا ترکستان) را تصرف نمودند.

## موقعیت
استان خوزستان یکی از حاصل‌خیزترین و آبادترین مناطق ایران بود که به همراه استان فارس جزو قلمروی حکومت ساسانی محسوب می‌شده است. نام این منطقه در سنگ‌نبشته شاپور ذکر شده و شامل شهرهای هرمزد، اردشیر (اهواز)، رام‌هرمزد (رامهرمز)، شوش، شوشتر، جندی شاپور بوده است. خوزستان در زمان هخامنشیان و قبل از آن نیز با نام دیگری وجود داشته و در کتیبه ششم قبل از میلاد، داریوش از این منطقه با عنوان استان عیلام نام برده است. این شواهد تاریخی نشان‌دهنده اهمیت مستمر خوزستان به عنوان یک سرزمین راهبردی و پررونق در طول تاریخ است که با وجود تغییر حکومت‌ها از شکوفایی و پیشرفت آن کاسته نشده است.

## جنگ
آغاز فتح خوزستان اندکی پس از سقوط عراق بوده و دومین استان ایران است که به دست اعراب مسلمان افتاد. فتح خوزستان حدود چهار سال صورت گرفته و به احتمال زیاد از سال ۶۳۸ تا ۶۴۲ م و به شکل مرحله به مرحله و شهر به شهر بوده است. در منابع اسلامی که از وقایع و اتفاقات فتوحات اولیه اسلامی گزارش‌هایی را ثبت کرده‌اند؛ در ترتیب و توالی تاریخ‌ها و وقایع با یکدیگر اختلافاتی وجود دارد. از این رو سیر منظم و مشخصی را نمی‌توان برای جنگ‌های این دوران بیان کرد. پورشریعتی که در کتابش گزارش طبری را مبنای پژوهش خود قرار داده می‌آورد: «طبری بنابه نقل از سیف بن عمر، معتقد است فتح خوزستان پس از نبرد جلولا بوده است. طبق این گزارش‌ها، نبردهای میان ایرانیان و اعراب در این منطقه به ترتیب از شهر اهواز آغاز می‌شود. سپس اعراب به فارس حمله کرده و شهرهای رامهرمز و شوش را می‌گیرند. در مرحله آخر نیز با محاصره شوشتر و سقوط آن شهر، تمام استان خوزستان به دست اعراب می‌افتد.»

### جنگ اهواز
طبری در شرح حمله به خوزستان، آغاز آن را از شهر اهواز نقل می‌کند و به گفته او در آن زمان هرمزان، مرزبان یا والی خوزستان بوده که با حمله اعراب مخالفت کرده و با آنان مبارزه کرده است. او در جنگ قادسیه و جلولا همراه با سپاه ایرانیان در جنگ شرکت کرد و هنگامی‌که ایرانیان شکست خوردند؛ برای تجدید نیرو و جمع‌آوری مالیات برای نبرد مجدد با اعراب به استان خوزستان بازگشت. هرمزان یا هرمزدان اهل مهرجان قذق (مهرگان کدگ)، عضو یکی از هفت خانواده قدیمی اشراف ایران و برادر همسر خسرو پرویز با خسرو دوم بود. اینگونه به نظر می‌رسد که ثروت زیاد و نفوذ بالایی داشته است. به گفته پورشریعتی، او مادی بود ولی تیول او شامل خوزستان و مهرجان قذق بوده؛ لذا این احتمال هست که هرمزان از دسته پارسی بوده باشد. وقتی هرمزان وارد خوزستان شد؛ شهرهای بزرگ آن را استوار کرده و برای دفاع از آن آماده شد. او پیش از حمله اعراب با کردهای فارس و خوزستان جنگید و آنها را به عقب راند و پس از آن به شهرهای تازه فتح شده توسط اعراب در مرز عراق و خوزستان یورش برد و امیدوار بود که بتواند به این وسیله از ورود آنان به استان خود جلوگیری کند؛ اما این کار نتیجه معکوس داشت.
عتبة بن غزوان به همراه نیروهایش به کمک اعراب مسلمان رفت و با هرمزان و یارانش درگیر شد. آنها که اکثراً از اهالی کوفه و بصره بودند؛ توانستند ایرانیان را شکست دهند و هرمزان مجبور به عقب‌نشینی به اهواز شد و با مسلمانان صلح کرد. پس از مدتی هرمزان دوباره با مسلمانان درگیر شد که در این جنگ تمام اهواز به تصرف اعراب مسلمان درآمد. هرمزان بعد از سقوط اهواز به رامهرمز فرار کرد و این‌بار با اعراب به این شرط صلح کرد که مردم خوزستان به مسلمانان مالیات بدهند و در مقابل هرمزان از مسلمانان در برابر دشمنانشان محافظت کند. به گزارش بلاذری اینگونه آمده است: هنگامی‌که ایرانیان عهدشکنی کردند؛ ابوموسی اشعری برای حمله به اهواز اعزام شد. ابوموسی اهواز و سپس نهرتیره را گرفت که این یورش در سال ۱۷ قمری (۶۳۸ م) رخ داده است. بلاذری از آتش‌بس دوم بین هرمزان و مسلمانان گزارش کرده که ابوموسی شهر به شهر به خوزستان حمله می‌کرد تا اینکه مناذر را فتح کرد و مردمش را به اسارت گرفت. در مرحله سوم فتح خوزستان با شکست ایرانیان آغاز شد و با محاصره رامهرمز، شوش و شوشتر ادامه یافت. براساس گزارش طبری هرمزان بار دیگر پیمان‌شکنی کرد و وقتی این خبر به اعراب رسید؛ عمر به ابوموسی و منذر بن مقرن نوشت تا علیه هرمزان اقدام کنند. هرمزان در حال جمع‌آوری لشکر بود و در اربوک با نیروهای مسلمان رو در رو شد و از مسلمانان شکست خورد. او رامهرمز را ترک کرد و به شوشتر که از نظر موقعیت جغرافیایی جای بهتری برای دفاع بود؛ گریخت.

### جنگ شوشتر
نیروهای بصری و کوفی به فرماندهی ابوموسی و نعمان به شوشتر رفتند و در مقابل دروازه‌های شهر جنگی درگرفت که در آن ایرانیان دوباره شکست خوردند. شوشتر دارای یک سیستم آبیاری بزرگی بوده که سدها و پل‌هایی روی آن قرار داشته و شهر بر روی صخره‌ای بنا شده بوده که فتح آنجا را بسیار سخت می‌کرده است. اعراب شهر را محاصره کرده و پشت دیوارها منتظر شدند. ظاهراً فرد خیانت‌کاری از ایرانیان نزد نعمان رفته و از او امان می‌خواهد. او هم در مقابل این امان، راه ورود به شهر را به اعراب نشان می‌دهد. آن فرد به اعراب گفت که اگر از راه خروجی آب حمله کنند؛ می‌توانند شهر را فتح کنند. نیروهای عرب هم که در پشت دروازه‌های شهر بودند؛ از راه آب مخفی به داخل شهر رفتند و در را باز کرده تا سایر لشکریان اعراب وارد شهر بشوند. در منابع نام فرد خائن «سینا» یا «سیناه» ذکر شده است. «هرمزان» به همراه یارانش در داخل قلعه (ارگ) پناه گرفت و توانست مدتی در آنجا مقاوت کند. اما سرانجام تسلیم شد و به عنوان اسیر به مدینه فرستاده شد.

### جنگ شوش
پس از فتح شوشتر، ابوموسی و یارانش به شهر شوش رفتند و آنجا را فتح کردند که این منطقه آخرین بخش از استان خوزستان است که به تصرف اعراب مسلمان درآمد. این شهر بسیار آباد و در اندازه و بزرگی رقیب پرسپولیس بوده است. شوش مرکز مسیحیان نسطوری بوده که بسیاری از راهبان در آنجا زندگی می‌کردند.
در روایت دیگری از بلاذری، دربارهٔ سقوط شوش و شوشتر وجود دارد که در آن گزارش، اعراب ابتدا شوش را پس از سقوط اهواز محاصره کردند تا اینکه آذوقه مردم شهر تمام شده و به‌ناچار تسلیم می‌شوند. سپس ابوموسی به رامهرمز رفته و آنجا را گرفت و صلح‌نامه‌ای میان او و مردم شهر شوش بسته شد. سرانجام ابوموسی در حالی‌که هرمزان در آن شهر پناه گرفته بود، به شوشتر رسید و بعد از مدتی محاصره و درگیری و در آخر با خیانت یکی از ایرانیان، شهر سقوط کرد و هرمزان اسیر شد. بر طبق گزارش تاریخ خوزستان، ۲ سال محاصره شوشتر به طول انجامیده و چندین درگیری خونین بین دو گروه اتفاق افتاده است. براساس گزارش بلاذری و طبری جندی شاپور آخرین شهری است که سقوط کرد و بنا به گزارش آنها سقوط کامل خوزستان تا سال ۲۰ قمری (۶۴۱ م) بوده است.